# بي. جي. جيمس
بي. جي. جيمس (بالإنجليزية: B. G. James)‏ هو سياسي أمريكي، ولد في 9 أغسطس 1894 في الولايات المتحدة، وتوفي في 11 نوفمبر 1961 في نيوبورت نيوز في الولايات المتحدة.